# صابر وراضي (فلم)
صابر وراضي فيلم كوميدي مصري من إنتاج سنة 2020. الفيلم من إخراج أكرم فريد، وتأليف علاء حسن
محمد نبوي، وإنتاج أحمد السبكي، ومن بطولة أحمد آدم، ومحسن محي الدين، ورزان مغربي، وسلوى عثمان، ومحمد مهران، وساندي.

## ملخص القصة
```
تدور أحداث الفيلم في إطار من الكوميديا حيث رجل أعمال ومواطن بسيط، يقع كلا منهما بالعديد من المواقف خلال أحداث العمل، ونرى كيفية تجاوزها والتعامل معها.
[
2
]
```

## طاقم التمثيل
- أحمد آدم
- محسن محي الدين
- رزان مغربي
- سلوى عثمان
- محمد مهران
- ساندي
- يسرا المسعودي
- شريف صبحي
- محمود الليثي (ضيف شرف)
- عبد الباسط حمودة (ضيف شرف)
- احمد شيبة (ضيف شرف)
- يوسف حسام
- فريدة حسام

## الإنتاج
- كتب علاء حسن ومحمد نبوي قصة وسيناريو الفيلم، وكان الفيلم من إخراج أكرم فريد. المنتج أحمد السبكي.

## وصلات خارجية
- صابر وراضي على موقع قاعدة بيانات الأفلام العربية